# The Lords of the New Church
The Lords of the New Church — англо-американская постпанк-группа, образованная в 1982 году участниками групп The Dead Boys (Стив Бэйторс), The Damned (Брайан Джеймс), Sham 69 (Дэйв Треганна) и The Barracudas (Никки Тёрнер).
Записав три студийных и один концертный альбом, группа (которую фэны называли просто The Lords) прекратила своё существование 2 мая 1989 года, когда Стив Бэйторс объявил об этом со сцены лондонской «Астории». 4 июня 1990 года он скончался от травм после того, как в Париже был сбит автомобилем.
В 2003 году в группу пришел новый вокалист Adam Becvare (The Lustkillers) совместно с которым был записан альбом Hang On

## Дискография

### Студийные альбомы
- The Lords of the New Church (1982)
- Is Nothing Sacred? (1983)
- The Method to Our Madness (1984)
- Psycho Sex (EP) (1987)
- Believe It Or Not (2002)
- Hang On (2003)

### Концертные альбомы
- Live at the Spit (1988)
- Second Coming (1988)

### Компиляции
- Killer Lords (1985)
- The Anthology (2000, только во Франции)
- The Lord’s Prayer I (2002)
- The Lord’s Prayer II (2003)